# 2MASS J13431670+3945087
2MASS J13431670+3945087 ist ein L-Zwerg im Sternbild Jagdhunde. Er wurde 2000 von J. Davy Kirkpatrick et al. entdeckt.
Er gehört der Spektralklasse L5 an. Seine Position verschiebt sich aufgrund seiner Eigenbewegung jährlich um 0,36 Bogensekunden.